# Ángel Manrique
Pedro Medina Manrique, plus connu sous son nom de religion Ángel Manrique, est un moine cistercien espagnol du XVIIe, professeur, abbé puis évêque de Badajoz.

## Biographie
Pedro Medina Manrique naît le 28 février 1577 à Burgos. Sa famille compte plusieurs religieux, en particulier deux tantes cisterciennes. À quinze ans, le 9 avril 1592, il entre lui-même dans l'ordre cistercien, à l'abbaye de Huerta, et y reçoit le nom d'Ángel. Le 18 avril 1593, il effectue sa profession solennelle, à la suite de quoi il étudie la théologie à l'abbaye de Meira (de), puis au collège cistercien San Bernardo de Salamanque. Il est reconnu maître en théologie le 7 novembre 1613, puis devient en 1615 préfet des étudiants de ce même collège,.
De 1626 à 1645, Ángel Manrique est nommé quatre fois abbé du collège de San Bernardo ; en parallèle, durant les trois premières années, il est abbé général de la congrégation de Castille. Le 16 avril 1636, il est nommé prédicateur du roi Philippe IV. Le 23 janvier 1645, il est nommé évêque de Badajoz, et entre en fonctions le 10 septembre de la même année. Il meurt dans cette ville le 22 février 1649, jour de ses 72 ans,.

## Œuvre
En tant qu'historien, Ángel Manrique s'intéresse particulièrement à l'histoire de l'ordre cistercien. Il publie entre 1642 et 1659 les quatre volumes de Cisterciensium seu verius ecclesiasticorum annalium a condito Cistercio. Ángel Manrique est considéré comme un des plus grands historiographes de l'ordre cistercien, utilisant non seulement les sources présentes à Salamanque, mais s'en faisant parvenir de Portugal, de France, de Flandre, d'Allemagne et d'Italie. Ce travail sert trois siècles plus tard de base à Leopold Janauschek pour réaliser son Originum Cisterciensium (publié en 1877). La pertinence du travail du religieux espagnol n'est remise en cause que durant la seconde moitié du XXe. En particulier, peuvent lui être reprochées l'utilisation de la Crónica de Cister, écrite en 1602 par Bernardo de Brito et très sujette à caution, ainsi que la modification de faits historiques en vue de la défense de sa congrégation.